# Blood & Honour

Logo di Blood & Honour

Blood & Honour (Sangue e Onore) è un'organizzazione politica internazionale di estrema destra e matrice neonazista fondata nel 1987, nel Regno Unito, da Ian Stuart Donaldson e Nicky Crane. Il gruppo, composto da nazionalisti suprematisti bianchi, organizza anche concerti con le band di Rock Against Communism (Rock contro il comunismo) e distribuisce un giornale con lo stesso nome.
Diversi membri di Blood & Honour sono stati processati e condannati per vari crimini. L'organizzazione è stata bandita in Germania nel 2000, in Spagna nel 2011 e in Russia nel 2012, mentre continua ad operare in vari paesi nel resto del mondo.
Il nome "Blood & Honour" è la traduzione letterale inglese del motto della gioventù hitleriana, Blut und Ehre. L'organizzazione è altresì rappresentata dal numero "28", poiché le iniziali del nome Blood & Honour (B-H) sono la seconda e l'ottava lettera dell'alfabeto. In base al paese in cui opera, Blood & Honour usa diversi simboli nazionalisti, facendo riferimento alla bandiera della Germania nazista, o ad altri simboli nazisti, incluso il teschio Totenkopf, insegna delle SS-Totenkopfverbände e delle unità dei campi di concentramento, oppure il simbolo del movimento razzista sudafricano Afrikaner Weerstandsbeweging.
Negli Stati Uniti due gruppi rivali reclamano il nome: il Blood and Honour Council USA e la Blood and Honour America Division.
Dopo la morte del leader Ian Stuart Donaldson, l'organizzazione si è affiliata ad un altro movimento nazista britannico, chiamato Combat 18.

## Storia

Totenkopf, uno dei simboli dell'organizzazione

Le radici Blood & Honour risalgono al 1977 nel Regno Unito, quando il National Front fonda il movimento anticomunista Rock Against Communism (RAC) in risposta alla campagna Rock Against Racism della Anti-Nazi League. Nel 1980, gli Skrewdriver - una band nazista skinhead - rilancia il movimento RAC. Ian Stuart Donaldson, il cantante degli Skrewdriver, è stato il fondatore di Blood & Honour e uno dei suoi leader di spicco fino alla sua morte nel 1993. Con l'aiuto del National Front, il White Noise Club ha organizzato diversi concerti come RAC, e il movimento anticomunista crebbe dal 1983 al 1984.
Nel 1986 il National Front si divide in due fazioni e nello stesso momento uno scandalo colpisce il White Noise Club, il quale aveva frodato alcune band e i frequentatori dei concerti. Diverse band lasciano il White Noise Club, tra cui gli Skrewdriver, No Remorse, Sudden Impact e Brutal Attack. Donaldson decide di rompere del tutto con il White Noise Club e organizza dei concerti per il National Front, per finanziare Blood & Honour. Da giugno 1987, con l'aiuto di altre band naziste, Blood & Honour viene rilanciato, insieme a un giornale che porta lo stesso nome. Il 5 settembre viene lanciato un concerto in Morden, Surrey, dove suonano gli Skrewdriver, Brutal Attack, Sudden Impact e i No Remorse di fronte a un pubblico di 500 persone, provenienti da Francia, Italia e Germania.
Alla fine del 1988, la rivista Blood & Honour include resoconti di concerti, interviste alla band, lettere dei lettori, classifiche RAC e una colonna chiamata "White Whispers" (Bisbigli bianchi). Un servizio di vendita per corrispondenza chiamato "Skrewdriver Services" vendeva album di musica suprematista, magliette, bandiere e gadget con le svastiche.
Il 12 novembre 1992, il giornale pubblicizza un concerto degli Skrewdriver a Londra. Il giorno del concerto la polizia blocca l'accesso alla stazione Waterloo per impedire il raduno nazista. Diversi militanti antifascisti si scontrano con i nazisti di Blood & Honour con lanci i mattoni e bottiglie. La guerriglia va avanti per circa due ore, fino all'arrivo della polizia, che separa i due gruppi.
Nel 1992, Blood & Honour organizza l'annuale concerto Blood Xmas White Xmas (Natale di sangue - Natale bianco). Nel 1993, la divisione East Midlands cerca di organizzare un festival all'aperto il 31 luglio. Donaldson viene arrestato e gli viene intimato di non esibirsi al concerto. La locazione viene bloccata dalla polizia, la quale sequestra amplificatori e apparecchiature audio.
Il 23 settembre, l'auto di Donaldson con a bordo altri neonazisti, finisce in un fosso. Muoiono Donaldson e un altro passeggero.
Ogni anno, in prossimità dell'anniversario della morte di Donaldson, si tiene un concerto commemorativo.

## In Italia
La prima rete collegata a Blood & Honour, operante nel Trentino-Alto Adige, fu smantellata dalla Questura di Bolzano nel febbraio del 2001. La prima sede di Blood & Honour fu aperta a Roma nel 2011. Collaborano con Blood & Honour alcune organizzazioni di estrema destra italiane, come Veneto Fronte Skinheads e CasaPound.
Tra il 1998 e il 2019 la componente ultras della tifoseria del Varese Calcio fu guidata da un gruppo denominato Blood & Honour, del quale alcuni capi erano in diretto collegamento con l'organizzazione internazionale. Dopo che nel dicembre 2018 uno dei leader del collettivo rimase ucciso negli scontri tra tifoserie scoppiati prima della partita di Serie A Inter-Napoli, il gruppo entrò in quiescenza per poi sciogliersi. Gli subentrò una nuova sigla, Combat Ultras Varese 19, che prosegue la stessa linea storico-ideologica, evocando nel proprio nome quello della "casa madre" Combat 18.